# Paolo Principi (geologo)
Paolo Principi (Perugia, 3 aprile 1884 – Firenze, 2 febbraio 1963) è stato un geologo, paleontologo e pedologo italiano.

## Biografia
Discepolo di Carlo De Stefani, nel 1907 si è laureato in scienze naturali presso l'Istituto di Studi Superiori di Firenze. In seguito a Genova, dove avrebbe ottenuto la docenza, è stato assistente presso la cattedra di geologia prima con Arturo Issel e poi con Gaetano Rovereto.  
Nel 1928 è rientrato nella città natale, ottenendo la titolarità della cattedra di geologia applicata e la direzione dell'Istituto di pedologia di quell'ateneo, in sostituzione di Gioacchino De Angelis d'Ossat, nel frattempo trasferito a Roma. Nell'ambiente universitario perugino, dove resterà sino al 1941, Principi compie circa 80 lavori scientifici sulla pedologia, sia dell'area italiana che di paesi esteri, in particolare dell'Africa Orientale Italiana e dell'America Latina. 
Nel 1942 è diventato titolare della cattedra di mineralogia e geologia dell'università di Firenze, dalla quale, al pensionamento, ha ottenuto la nomina a professore emerito. Ha anche ricevuto una laurea honoris causa dalla Facoltà di agronomia di Gembloux. Nel corso della sua attività di ricerca hanno rivestito particolare rilievo i contributi offerti nel campo della pedologia e della paleontologia vegetale, fra i quali gli studi sulle filliti di Santa Giustina e di Sassello, ancora oggi utili strumenti per l'analisi della flora del periodo oligocene. Gli studi in questo settore li ha concentrati tra il 1938 e il 1942, osservando, nell'ordine, le flore del quaternario, del paleogene, del mesozoico e del neogene. Per la carta geologica d'Italia ha curato i rilievi dei fogli di Città di Castello e Mercato Saraceno.
Socio di diverse istituzioni scientifiche, fra le quali l'Accademia dei Georgofili, membro del Consiglio Nazionale delle Ricerche, Principi è stato presidente della Società Geologica Italiana nel 1939.
Dal matrimonio con Paolina, ha avuto due figlie, tra cui Maria Matilde, un'entomologa di fama internazionale.